# Jean Clair
Jean Clair, pseudonimo di Gérard Régnier (Parigi, 20 ottobre 1940), è uno scrittore, storico dell'arte e curatore francese.

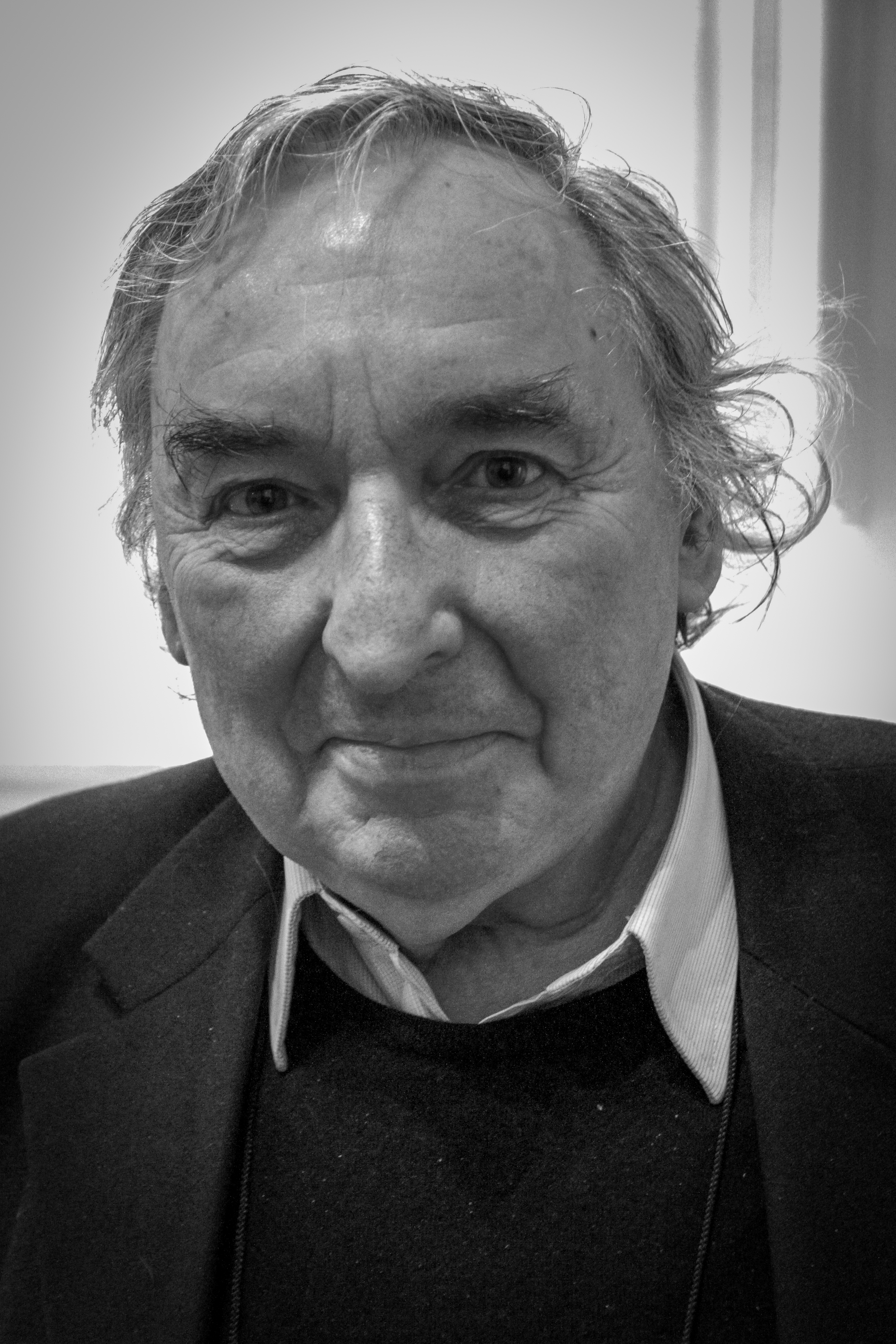
Jean Clair, 2013

È anche conservatore generale del Patrimonio francese, saggista spesso polemico, membro dell'Accademia di Francia dal 2008.

## Biografia
Figlio di agricoltori, Jean Clair studiò al liceo Jacques Decour e Carnot a Parigi, ed entrò nella classe preparatoria letteraria del liceo Enrico IV a Parigi. 
Fece in seguito un dottorato in Lettere alla Facoltà di lettere e scienze moderne alla Sorbona, dove fu allievo dello storico dell'arte André Chastel e del filosofo Jean Grenier, poi un dottorato di filosofia in Arte al Fogg Art Museum dell'Università Harvard. Per un periodo fece parte dell'Union des étudiants communistes.
Fu assistente e poi conservatore in vari musei finché nel 1989 divenne conservatore generale del Patrimonio.
È stato anche commissario per molte esposizioni delle opere di Duchamp, e ha diretto la Biennale di Venezia del Centenario.
Direttore di Chroniques de l'Art vivant dal 1970 al 1975, fu professore di storia dell'arte alla Scuola del Louvre tra il 1977 e il 1980, ha fondato e poi diretto i Cahiers du Musée d'Art Moderne dal 1978 al 1986. In Francia prende regolarmente parte ai dibattiti sull'arte contemporanea e sulla diffusione dell'arte.
Jean Clair è stato eletto all'Accademia francese successore alla poltrona che fu di Bertrand Poirot - Delpech il 22 maggio 2008 al posto di Pierre Bergé.
Nel 2021, in occasione dei 700 anni dalla morte di Dante Alighieri, ha ideato a Roma, presso le Scuderie del Quirinale, la mostra "Inferno", un percorso di 200 opere che racconta l'evoluzione dei concetti di inferno e di dannazione nella storia dell’arte e nel pensiero, dal Medioevo ai nostri giorni.

## Premi
- 1988: Laurea della Fondazione Fritz Winter
- 1992: Premio Psyché
- 1993: Medaglia della Storia dell'Arte dell'Accademia di Architettura
- 2006: Premio mondiale Cino Del Duca[3]
- Cavaliere delle Arti e delle Lettere
- Gran medaglia d'oro della Repubblica Austriaca
- Gran medaglia d'oro della città di Vienna.[4]

## Opere

### Marcel Duchamp (1975)
Nel saggio intitolato Marcel Duchamp. Il grande illusionista Jean Clair sostiene la tesi che Marcel Duchamp, per la realizzazione della sua opera più celebre, Il grande vetro, si sia ispirato all'opera letteraria Viaggio nel paese della quarta dimensione (Voyage au pays de la quatrième dimension) di Gaston de Pawlowski, scrittore dimenticato di inizio Novecento. Nell'opera sono inoltre riassunti i principali studi duchampiani sul Grande Vetro e le posizioni teoriche di questi.

### Altre opere
- La crisi dei musei, Skira, 2008,
- con Debray Régis, Processo al surrealismo: Del surrealismo considerato nei suoi rapporti con il totalitarismo e i tavolini medianici,  Fazi, 2007,
- Marcel Duchamp. Il grande illusionista, Milano, Abscondta, 2003, ISBN 88-8416-061-8,
- Critica della modernità, Allemandi, 1984
- Balthus. Le metamorfosi di Eros, Moretti & Vitali, 1999
- De immundo. Milano, Abscondita , 2005, ISBN 88-8416-104-5
- Henri Cartier-Bresson. Tra ordine e avventura, Milano, Abscondita, 2008
- con Giuseppina Dal Canton, Pierre Rosenberg, Guido Cadorin 1892-1976. Catalogo della mostra (Venezia, 24 marzo-13 maggio 2007), Marsilio, 2007
- Medusa : l'orrido e il sublime nell'arte, Milano, Leonardo, 1992, ISBN 88-355-0122-9
- Breve trattato delle sensazioni, Diabasis, 2008
- Il naso di Giacometti. Una scultura, un simbolo, Roma, Donzelli, 2007, ISBN 88-7989-079-4
- con Montboron Julien, Ivan Theimer. Paesaggi (1970-80), Bora, 1980
- con Ollinger Zinque Gisèle, Paul Delvaux, Skira, 1998
- Balthus, Milano, Bompiani, 2001, ISBN 88-452-4945-X
- La responsabilità dell'artista : le avanguardie tra terrore e ragione, Torino, Allemandi, 1997
- Breve trattato delle sensazioni, Reggio Emilia, Diabasis, 2007

L'inverno della cultura, Skyra 2011